# Landesweiter Unabhängigkeitskongress Tibets
Der Landesweite Unabhängigkeitskongress Tibets (bod-rgyal-yongs-rang-btsan-lhan-tshogs བོད་རྒྱལ་ཡོངས་རང་བཙན་ལྷན་ཚོགས, englisch: Tibetan National Congress) ist eine politische Partei von Exiltibetern, die am 13. Februar 2013 sowohl in New York als auch in Paris gegründet wurde. Die Initiatoren setzen sich für die völkerrechtliche Unabhängigkeit Tibets ein. Einer der Mitgründer war der deutsche Menschenrechtler Tsewang Norbu. Die Partei wurde am 100. Jahrestag der Unabhängigkeitserklärung Tibets ins Leben gerufen. Derzeitiger Vorsitzender ist Jigme Ugen.
Für die Wahl des Premierministers der tibetischen Exilregierung im Jahr 2016 nominierte die Partei den Schriftsteller Lukar Jam, der allerdings gegen den Harvard-Juristen Lobsang Sangay (Nationaldemokratische Partei Tibets) chancenlos war.